# Harzer Labkraut
Das Harzer Labkraut (Galium saxatile L.) (Syn.: Galium hercynicum Weigel, Galium harcynicum Weigel orth. var.) ist ein in Mitteleuropa nur gebietsweise verbreitet vorkommender Angehöriger der Familie der Rötegewächse (Rubiaceae).

## Beschreibung
Das Harzer Labkraut ist eine meist 10 bis 30 cm hoch wachsende, mehrjährige, krautige Pflanze. Der kahle und vierkantige Stängel wächst entweder liegend – bei nichtblühenden Trieben – oder aufrecht – bei blühenden Trieben. Im trockenen Zustand wird die ganze Pflanze mehr oder weniger schwarz. Die fein netzadrigen und flachen Laubblätter sitzen meist zu sechst quirlförmig am Stängel an. Die unteren sind verkehrt-eiförmig, die oberen lanzettlich geformt. Sie sind einnervig und in der Mitte am breitesten. Am Rande besitzen sie nach vorne gerichtete Zähne.
Die Blütenstiele sind etwas länger als die Blüten, deren stumpfe, vierzipfelige, weiße Krone eine Breite von 2 bis 3 mm erreicht. Die fein spitzwarzige Frucht hat eine Länge von etwa 1,5 mm und sitzt auf geraden Fruchtstielen.
Das Harzer Labkraut blüht vorwiegend in den Monaten Juli und August.
Die Chromosomenzahl beträgt 2n = 22 oder 44.

## Verbreitung und Standortansprüche
Das Harzer Labkraut kommt in Europa und auf den Azoren vor. Seinen Schwerpunkt der Verbreitung hat es in West- und Mitteleuropa.
Nach Osten nimmt die Verbreitung deutlich ab, reicht aber bis Mittelrussland. In Deutschland kommt die Art im Norden und Westen des Gebiets häufig vor. Darüber hinaus fehlt sie über größere Strecken. In Österreich und der Schweiz ist Galium saxatile selten.
Das Harzer Labkraut wächst in Borstgrasrasen, Zwergstrauchheiden und in lichten Kiefern-, Eichen- und Tannenwäldern. Es bevorzugt frische, saure, kalkarme und humose Sand- oder sandige Lehmböden. Es ist in Mitteleuropa eine Charakterart der Ordnung Nardetalia, kommt aber auch in Gesellschaften des Verbands Quercion roboris, im Luzulo-Fagetum oder Luzulo-Abietetum vor. Die Zeigerwerte sind L7 T5 F5 R2 N3.

## Systematik
Man kann zwei Varietäten unterscheiden:
- Galium saxatile var. saxatile: Sie kommt in Europa und auf den Azoren vor.[2]
- Galium saxatile var. vivianum (Kliphuis) Ortega Oliv. & Devesa (Syn.: Galium hercynicum subsp. vivianum Kliphuis): Sie kommt im zentralen und nördlichen Portugal und im nordwestlichen und zentralen Spanien vor.[2]